# Celso Scarpini
Celso Luiz Scarpini (* 27. November 1944 in Porto Alegre; † 23. September 2022 ebenda) war ein brasilianischer Basketballspieler.

## Karriere
Celso Scarpini gab im Alter von 16 Jahren sein Debüt in der brasilianischen Nationalmannschaft. Mit dieser gewann er bei den Panamerikanischen Spielen 1963 die Silbermedaille. Bei den Olympischen Sommerspielen 1968 belegte Scarpini mit der brasilianischen Auswahl den vierten Platz, was bis heute das beste Abschneiden einer brasilianischen Mannschaft ist.